# Фінал кубка Німеччини з футболу 1935
Фінал Кубка Німеччини з футболу 1935 — фінальний матч розіграшу кубка Німеччини сезону 1935 відбувся 8 грудня 1935 року. У поєдинку зустрілися «Нюрнберг» з однойменного міста та гельзенкірхенське «Шальке 04». Перемогу з рахунком 2:0 здобув «Нюрнберг».
| Володар Кубка Німеччини 1935 |
| ---------------------------- |
|                              |
| «Нюрнберг» Перший титул      |

## Шлях до фіналу
| Раунд                                                   | Противник                   | Рахунок |
| ------------------------------------------------------- | --------------------------- | ------- |
| Перший раунд                                            | «Лейпцигер ШК Посейдон» (Г) | 2–1     |
| 1/16                                                    | «Ульмер-1894» (Д)           | 8–0     |
| 1/8                                                     | «Хемніц» (Г)                | 3–1     |
| 1/4                                                     | «Мінерва-93» (Д)            | 4–1     |
| 1/2                                                     | «Вальдгоф» (Г)              | 1–0     |
| (Д) = Вдома; (Г) = У гостях; (Н) = На нейтральному полі |                             |         |

| Раунд                                                   | Противник                      | Рахунок |
| ------------------------------------------------------- | ------------------------------ | ------- |
| Перший раунд                                            | «Готтінген-07» (Г)             | 5–1     |
| 1/16                                                    | «Кассель-Ротгендітмонд-06» (Д) | 8–0     |
| 1/8                                                     | «Ганновер 96» (Г)              | 6–2     |
| 1/4                                                     | «Бенрат-06» (Г)                | 4–1     |
| 1/2                                                     | «Фрайбургер» (Д)               | 6–2     |
| (Д) = Вдома; (Г) = У гостях; (Н) = На нейтральному полі |                                |         |

## Матч

### Деталі
| 8 грудня 1935 |

| Нюрнберг                 | 2:0      | Шальке 04 |
| ------------------------ | -------- | --------- |
| Айбергер 46' Фрідель 84' | Протокол |           |

| Рейнштадіон, Дюссельдорф Глядачів: 60 000 Арбітр: Альфред Бірлем |

|  |  |

| В                |  | Георг Кель      |
| З                |  | Андреас Мункерт |
| З                |  | Віллі Біллманн  |
| ПЗ               |  | Ріхард Оегм     |
| ПЗ               |  | Гайнц Каролін   |
| ПЗ               |  | Ганс Юбелайн    |
| Н                |  | Віллі Шпіс      |
| Н                |  | Йозеф Шмідт (к) |
| Н                |  | Георг Фрідель   |
| Н                |  | Макс Айбергер   |
| Н                |  | Карл Гуснер     |
| Головний тренер: |  |                 |
| Ріхард Міхальке  |  |                 |

| В                |  | Германн Меллаге    |
| З                |  | Отто Швайсфурт     |
| З                |  | Ганс Борнеманн     |
| ПЗ               |  | Рудольф Геллеш     |
| ПЗ               |  | Германн Натткемпер |
| ПЗ               |  | Отто Тібульський   |
| Н                |  | Адольф Урбан       |
| Н                |  | Ернст Куцорра (к)  |
| Н                |  | Ернст Портген      |
| Н                |  | Фріц Шепан         |
| Н                |  | Ернст Кальвіцький  |
| Головний тренер: |  |                    |
| Ганс Шмідт       |  |                    |